# Zakłady Przemysłu Pończoszniczego „Feniks”
Zakłady Przemysłu Pończoszniczego „Feniks” – zakłady przemysłu pończoszniczego w Łodzi z siedzibą przy ul. Brzezińskiej 5/15 na Sikawie. Przedsiębiorstwo zajmowało się produkcją rajstop i były to największe zakłady w Polsce o tym profilu produkcji.

## Historia
Zakłady rozpoczęły działalność po II wojnie światowej i należały do sieci zakładów przejętych przez państwo o nazwie „Państwowe Zjednoczone Zakłady Przemysłu Pończoszniczego”. W późniejszym okresie Zakłady zmieniły nazwę na „Zakłady Przemysłu Pończoszniczego Feniks”. 13 grudnia 1963 powołano w ZPP „Feniks” Komitet Zakładowy PZPR. W 1963 ZPP Feniks w wyniku reorganizacji zostały połączone z ZPP im. F. Zubrzyckiego w Łodzi. W 1977 siedziba ZZP Feniks została przeniesiona z ulicy Nowotki (obecnie Pomorska) 163/165 do nowego budynku Zakładów „Feniksa II” mieszczącego się przy ulicy Brzezińskiej 5/15. W 1990 rozwiązanie PZPR powoduje likwidację organizacji zakładowej. W 1994 roku zakład był na pierwszym miejscu na liście dłużników Ministerstwa Skarbu Państwa z tytułu zobowiązań prywatyzacyjnych – zakład był zadłużony na sumę 91 mln zł. W 2007 zadłużenie wynosiło 94 mln zł.
Na początku lat 90. jednym z ostatnich dyrektorów Zakładów Feniks był Marian Kwiecień, później jeden z najbogatszych w branży dziewiarskiej przedsiębiorców w Polsce.